# Saison 4 de Un, dos, tres
Chronologie
Saison 3 Saison 5
Cet article présente le guide des épisodes de la quatrième saison de la série télévisée espagnole Un, dos, tres.
Remarque : Le format des épisodes diffère de la chaine de diffusion d'origine à la France : certains épisodes VF contiennent une partie de deux épisodes VO différents. En Espagne, la quatrième saison comporte 16 (80 min) épisodes contre 24 (50 min) en France. De fait, Il est impossible de donner les titres originaux des épisodes répertoriés ici.

## Généralités
- En Espagne, cette saison est diffusée à partir du 4 septembre 2003 sur Antena 3[1].
- En France, depuis le 8 juillet 2005 sur M6, toujours du lundi au vendredi en avant-soirée[2]. Les épisodes sont remontés et de nombreuses scènes sont coupées afin de correspondre au format standard de 52 minutes[3].
- Le groupe UPA Dance, issu de la série, est en tournée jusqu'en septembre 2003 et cumule avec le tournage de la saison[1].
- Le casting évolue quelque peu : Fabián Mazzei (es) intègre la série dans le rôle principal d'Horacio, beau-fils de Carmen[1]. Chiqui Fernández (es) obtient un rôle récurrent[4]. Jaime Blanch s'en va[5], tout comme Natalia Millán qui quitte subitement la série en cours de saison afin de se consacrer au théâtre[6].
- La saison 4 couvre le premier semestre de la troisième et dernière année d'études des élèves de l'école des Arts de la Scène de Carmen Arranz.

## Distribution

### Acteurs principaux
- Beatriz Rico (VF : Laurence Mongeaud) : Diana de Miguel
- Natalia Millán (VF : Josy Bernard) : Adela Ramos (épisodes 1 à 8)
- Alfonso Lara (VF : Guillaume Lebon) : Juan Taberner
- Víctor Mosqueira (VF : Tanguy Goasdoué) : Cristóbal Souto
- Toni Acosta (VF : Ivana Coppola) : Jacinthe « J.J. » Jiménez
- Mónica Cruz (VF : Agnès Manoury) : Silvia Jáuregui
- Beatriz Luengo (VF : Catherine Desplaces) : Dolores « Lola » Fernández
- Dafne Fernández (VF : Adeline Moreau) : Marta Ramos
- Silvia Marty (VF : Valérie Nosrée) : Ingrid Muñoz
- Miguel Ángel Muñoz (VF : Franck Monsigny) : Roberto Arenales
- Pablo Puyol (VF : Anatole de Bodinat) : Pedro Salvador
- Raúl Peña (VF : Didier Cherbuy) : Jerónimo « Jero » Ruiz
- Fabián Mazzei (es) (VF : Constantin Pappas) : Horacio Alonso
- Pedro Peña (VF : Robert Darmel) : Antonio Milá
- Lola Herrera (VF : Tania Torrens) : Carmen Arranz

### Acteurs récurrents
- Fanny Gautier (VF : Pauline de Meurville) : Alicia Jáuregui
- Chiqui Fernández (es) (VF : Anne Dolan) : Paula Lacarino
- Mario Martín (es) (VF : Alain Choquet) : Román Fernández
- Yotuel Romero (VF : Frantz Confiac) : Pavel Rodríguez
- Arantxa Valdivia (VF : Laura Zichy) : Luisa Ruiz
- Erika Sanz (VF : Stéphanie Hédin) : Erika
- Patricia Arizmendi (VF : Catherine Cipan) : Sonia
- Omar Muñoz (VF : Catherine Desplaces) : Jorge Fernández
- María Palacios : Jennifer (à partir de l'épisode 8 ; non créditée)
- Junior Miguez (VF : Jérémy Prévost) : Junior (épisodes 1 à 7)
- José Ángel Egido (VF : Sylvain Lemarié) : Víctor Arenales (épisode 3)
- Vicky Peña : Mère d'Ingrid (épisodes 9, 10, 18 et 19)
- Carlos Larrañaga (es) : Arturo Jáuregui (épisodes 10, 11, 15 et 16)
- Francisco Javier Muñoz : Sergio (épisode 12)
- Judit Mariezkurrena : Bea (épisode 12)
- Jesús Olmedo (es) : Alberto (épisode 12)
- María Jesús Hoyos : Antonia Salvador (épisodes 16 et 17)
- Simón Andreu : Luis Salvador (épisode 17)
- Víctor Valverde (es) : Federico (épisodes 18 et 19)
- Amparo Valle (es) : Manuela Sánchez (épisodes 19 et 20)
- Mariano Peña (es) : Eugenio Muñoz (épisodes 22 et 23)

### Invités
- Antonio Hidalgo (es) (épisode 2)
- Maksim Mrvica (épisode 11)
- Pereza (épisode 13 ; scène raccourcie dans la VF)
- David Civera (es) (épisodes 13 et 14)
- Safri Duo (épisode 15)
- Rosana (épisode 17)
- El Canto del Loco (épisode 20)

## Épisodes

### Épisode 1:Les grandes retrouvailles
- Espagne : 4 septembre 2003 sur Antena 3[1]
- France : 8 juillet 2005 sur M6[2]

- Browning' in the twenties - Universal Circus
- It's your duty -  Lene Grawford Nystrøm
- Rock-N-Roll Afterlife - The Nash

### Épisode 2:Le plus beau des cadeaux
- Tubthumping - UPA Dance
- Stormy Weather - Etta James
- We got a love thang - CeCe Peniston

### Épisode 3:Dans la peau d’une femme
- We got a love thang - CeCe Peniston
- Messe de Requiem en ré mineur - Mozart
- If I only knew et Disco Inferno (Live) - UPA Dance

### Épisode 4:Le Gala
- Bad Girls - Donna Summer
- Fallin' High - Safri Duo

### Épisode 5:En plein doute
- Sex Bomb - Tom Jones feat. Mousse T.
- Bad Girls - Donna Summer
- Super Freak - Rick James

### Épisode 6:Dors, bébé dors...
- Que No - Deluxe
- It takes more - Ms. Dynamite
- Fiesta (House Party) - DJ Méndez

### Épisode 7:Un jeu dangereux
- Viejos Aires - Nuevo Tango Ensamble (en)
- Sex Bomb - Tom Jones feat. Mousse T.
- I'm Coming Out - Diana Ross
- Calling You - Jevetta Steele

### Épisode 8:Le Chef-d’œuvre
- Calling You - Jevetta Steele
- Irresistible - Luis Fonsi

### Épisode 9:Strip-tease
- Skull Tattoo - Eagle-Eye Cherry
- Don't Leave Me This Way - Sheena Easton

### Épisode 10:Règlement de comptes
- Don't Leave Me This Way - Sheena Easton
- White Flag - Dido
- Let's Get Loud - UPA Dance
- Concerto in B-Flat Major, Op. 7, No. 3: I. Allegro - Tomaso Albinoni

### Épisode 11:Soupçons
- Let's Get Loud - UPA Dance (interprétée par Erika Sanz)
- Miss Independent - Kelly Clarkson
- La Parade des soldats de bois - Leon Jessel
- Le Vol du bourdon - Maksim Mrvica

### Épisode 12:L’Homme invisible
- Where Did Our Love Go - The Supremes

### Épisode 13:Mauvaise passe
- Rubberneckin' - Elvis Presley
- Thong Song - Sisqó
- La Belle au bois dormant, Op. 66a. Valse - Tchaïkovski
- Spirit in the Sky - Gareth Gates
- Don Quichotte, Acte IV: Variation : Quiteria - Léon Minkus
- Pienso en aquella tarde - Pereza
- La Chiqui Big Band - David Civera (es)

### Épisode 14:Nuit de folie
- La Chiqui Big Band - David Civera (es)
- Thong Song - Sisqó
- Le milieu de Maria Guerrero : Entrechats, tours - Marie-Martine Simandy
- Celebration - Kool & the Gang

### Épisode 15:En pleine tempête
- Superstar - Carl Anderson (version de Manel Santisteban, interprétée par Pablo Puyol)
- Fallin' High - Safri Duo
- Le Lac des Cygnes, Op. 20, Acte IV: Danse des Petits Cygnes - Tchaïkovski
- Super Freak - Rick James

### Épisode 16:La fin justifie les moyens
- I don't know how to love him - Yvonne Elliman (version de Manel Santisteban, interprétée par Beatriz Luengo)
- Mas que nada - Sérgio Mendes & Brasil '66
- Algo Contigo - Rita Payés (en) (interprétée par Beatriz Luengo et Pablo Puyol)

### Épisode 17:La crise
- We got a love thang - CeCe Peniston
- I Feel Free - Cream
- No habrá Dios - Rosana

### Épisode 18:L’Amour du risque
- It's your duty -  Lene Grawford Nystrøm
- Shalom Shalom - Noa

### Épisode 19:Les Liaisons dangereuses
- My Baby Just Cares For Me - Nina Simone
- Cuando vuelva a tu lado - Luis Miguel (interprétée par Beatriz Luengo et Pablo Puyol)
- Don't look so sad - Mauri Sanchis
- Divertimento no. 17 en do majeur. Menuetto - Mozart

### Épisode 20:Affaires de femmes
- Veneno - Miguel Ángel Muñoz
- Ya nada volverá a ser como antes - El Canto del Loco

### Épisode 21:Un choix difficile
- Crazy in Love - Beyoncé feat. Jay-Z
- La Walkyrie, Acte III, Scène 1, La chevauchée des Walkyries - Richard Wagner
- Veneno - Miguel Ángel Muñoz

### Épisode 22:Cinq à la maison
- Crazy in Love - Beyoncé feat. Jay-Z
- You Can't Hurry Love - The Supremes

### Épisode 23:Réconciliation
- Take Control - Jaimeson (en)
- You Can't Hurry Love - The Supremes
- Rainfall - Nitin Sawhney feat. Taio Cruz

### Épisode 24:L'Imposteur
- Celebration - Kool & the Gang
- Veneno - Miguel Ángel Muñoz
- Ya vienen los Reyes Magos - Chœurs
- Can't Take My Eyes Off You - Sheena Easton